# ریاض مقیدش
ریاض مقیدش (انگلیسی: Riadh Mekideche؛ زادهٔ ۲۷ ژوئیهٔ ۱۹۹۵) یک ورزشکار است.